# Hernán Schmidt
Hernán Schmidt Fuentes (La Unión, 5 de junio de 1955) es un empresario y ejecutivo de televisión chileno, conocido por crear el canal de televisión ETC.

## Infancia y formación
Schmidt nació en La Unión el 5 de junio de 1955, hijo de Ewaldo Schmidt Faust y Yolanda Fuentes Schwencke, empresarios agrícolas y comerciales de la zona de Paillaco en el sur de Chile. Realizó sus estudios básicos en el Colegio Alemán de Valdivia.
Luego de un paso de un año por la escuela de Derecho de la Universidad de Chile, Schmidt se mudó a Estados Unidos a estudiar en la Montana State University, donde obtuvo un B.S. en Producción y Dirección de Cine y TV, seguido por un postgrado en Management de Medios en la University of Washington - Seattle.

## Carrera

### Telenorte
Schmidt inició su carrera en 1983 al hacerse cargo de la Gerencia Operativa de la antigua Red Norte de Televisión, perteneciente a la Universidad del Norte (hoy Universidad Católica del Norte), convirtiéndose en uno de los ejecutivos de televisión más jóvenes del medio chileno. En ese entonces, la Red era de propiedad de la Universidad del Norte y tenía cobertura en Arica, Antofagasta, Iquique, Calama, Chuquicamata y en prácticamente la totalidad de las localidades remotas del altiplano chileno.
En su posición gerencial, Schmidt lideró el proceso de modernización operativa del medio, que entre otras cosas implicó el cambio al nombre Telenorte y una completa renovación de su imagen corporativa y contenidos programáticos. El medio se transformó en el más importante de toda la región norte de Chile.

### Radio Sol FM
En 1984, la Universidad del Norte entregó la administración de la emisora de FM universitaria a la Red Norte, creándose la nueva Red de Radio y Televisión de la Universidad del Norte. De esa circunstancia nace la Radio Sol FM. Schmidt participó en la reingeniería completa de la emisora, resultando en mayor cobertura territorial y mejor calidad de sonido. Además, la emisora dio un giro en la línea programática, orientándose el público juvenil con base en los éxitos de la música pop. Poco después de los cambios, la Radio Sol FM se transformó en la más escuchada de la región de Antofagasta. Del conglomerado de medios, la Radio Sol FM es la única que sigue en funcionamiento hasta hoy. Schmidt permaneció tres años como COO en ese medio.

### Telefilms
En 1992, Schmidt creó la empresa productora y comercializadora de programas de televisión Telefilms. La empresa se especializó originalmente en la distribución para diversos mercados de la región de variados títulos de la cinematografía mundial. Sin embargo, la empresa se estableció como pionera en Sudamérica distribuyendo grandes éxitos de animación japonesa (animé). El mercado chileno se transformó en uno de los más activos en la emisión de dicha programación fuera de Japón. El catálogo de series de Telefilms incluye series como Dragon Ball, Sailor Moon, Pokémon, Ranma ½, One Piece, Los Caballeros del Zodiaco, InuYasha, El Gato Cósmico y Mazinger Z. Durante el boom del animé, todos los canales de televisión chilenos emitieron, en un momento u otro, programación de ese género. Telefilms fue proveedor exclusivo de El club de los tigritos, segmento vespertino de Chilevisión especializado en el animé.

### ETC
En julio de 1996, Schmidt creó el canal de televisión infantil etc...TV. En ese entonces, fue transmitido por la operadora de televisión por cable Metrópolis Intercom, y actualmente es transmitido por la mayoría de los cableoperadores en Chile. Siguiendo el éxito comercial del animé de Telefilms, el canal se especializó en la animación japonesa, llegando a ser el canal de televisión chileno más visto por televisión por cable. Poseía el 30% de la propiedad a través de ETC Medios S.A; el otro 70% lo posee el canal de televisión Mega, a quien se lo vendió en 2009. En 2017 Mega adquirió el 30% restante.

## Producciones

### El blog de la Feña
A través de su empresa de producción Marketlink, Schmidt produjo la adaptación para Sudamérica del formato portugués El diario de Sofía, renombrado en Chile como El blog de la Feña. El programa fue protagonizado por Denise Rosenthal y sus dos temporadas fueron transmitidas por Canal 13 en 2008 y 2009. El formato tenía la particular innovación que su contenido iba siendo modificado interactivamente por la audiencia. Al final de cada episodio, la protagonista presentaba un dilema personal y opciones de cómo proceder. La audiencia podía votar por SMS para ayudar a Sofía a elegir la mejor opción.

### Veredicto
A través de Marketlink, Schmidt produjo Veredicto, programa de televisión que se basaba en una corte de justicia televisiva y basado en formato similares. Fue el primero de su tipo producido en Chile transmitido en la televisión abierta chilena. Veredicto era conducido por la abogada Macarena Venegas y fue transmitido por Mega desde 2007 hasta 2011.

### TV Senado
Desde 2013 hasta 2015, Marketlink estuvo a cargo de la operación, emisión y transmisión del canal de televisión por cable TV Senado, que transmite las sesiones, eventos y contenidos relacionados con el Senado de Chile. La empresa renovó la programación del canal, y además modernizó su imagen, la cual sigue siendo utilizada hasta ahora. A partir del 2015, el canal es operado directamente por el Estado de Chile.